# Museo archeologico statale di Cingoli
Il Museo archeologico statale di Cingoli è collocato all'interno del palazzo municipale sede anche del comune. Nasce come museo del territorio di Cingoli e vi sono esposte le collezioni dei materiali riferibili agli scavi effettuati sul territorio comunale. Il museo è stato aperto al pubblico nel 1994 e ampliato nel 1997. 
Dal dicembre 2014 il Ministero per i beni e le attività culturali lo gestisce tramite il Polo museale delle Marche divenuto nel dicembre 2019 Direzione regionale Musei. Nel 2015 ha avuto 2202 visitatori. L'ingresso è gratuito.

## Collezioni
È organizzato in quattro sezioni: la Preistoria (dal paleolitico, dove sono esposte industrie litiche tra le più antiche delle Marche, al neolitico);  l'Età del bronzo, dove sono esposti i reperti provenienti dagli scavi dell'importante sito di Moscosi (Piano di Fonte Marcosa), ininterrottamente frequentato dalla media età del bronzo fino ad epoca romana. 
Nella seconda sala del piano terra il percorso prosegue, dai siti della Protostoria (tra cui è l'insediamento di San Vittore, sede di un importante santuario delle acque a partire dal VI sec. a.C.) passando attraverso la romanizzazione, fino alla tarda età imperiale romana. 
La collezione, oltre a reperti ceramici, bronzei, in vetro e rivestimenti architettonici, comprende un lapidario con epigrafi, lastre architettoniche e alcune sculture, e una collezione di monete dall'età repubblicana all'epoca tardo imperiale romana.